# خاتون (مجموعه تلویزیونی ۱۳۹۴)
خاتون یک مجموعه تلویزیونی کمدی-اجتماعی محصول سال ۱۳۹۴ به کارگردانی مرتضی آتش زمزم، نویسندگی مجید شاکرین و تهیه‌کنندگی محسن آتش زمزم و مرتضی آتش زمزم می‌باشد که از شبکه پنج و شبکه اصفهان پخش شد. این مجموعه در ۲۳ قسمت تهیه شد. تیتراژ پایانی این سریال با صدای سالار عقیلی بر اساس شعری از عبدالجبار کاکایی تهیه شده‌است.

## داستان
داستان این سریال در مورد زنی به نام خاتون است که دامادهایش به او اصرار می‌کنند تا خانه قدیمی‌اش را بکوبد و به جای آن ساختمانی سه طبقه بسازد تا دامادها هم صاحب خانه شوند. دامادها طبقه مربوط به خودشان را تمام می‌کنند ولی طبقه خاتون بخاطر دعوای همیشگی باجناقها نیمه کاره رها می‌شود. برخوردها و دعواها سبب می شود که او بی خبر خانه دخترها را ترک کند. غیبت خاتون همزمان می شود با آمدن پیرمردی به نام «قلمکار» که ادعا می‌کند برای ادای دین چند میلیاردی باید «خاتون» ملاقات کند...

## بازیگران
- مریم امیرجلالی
- هوشنگ حریرچیان
- شهرام قائدی
- مجید یاسر
- مونا فرجاد
- مارال فرجاد
- حسن اکلیلی
- مهدی باقربیگی
- محمد فیلی
- مهران غفوریان